# Bévilard
Bévilard (Duits (verouderd): Bewiler) is een plaats en voormalige gemeente in het Zwitserse kanton Bern en maakt deel uit van het district Jura bernois.
Bévilard telt 1.730 inwoners. In 2015 is de gemeente gefuseerd samen met de andere gemeenten Malleray en Pontenet en hebben de nieuwe gemeente Valbirse gevormd.